# Atmosfera de Urano

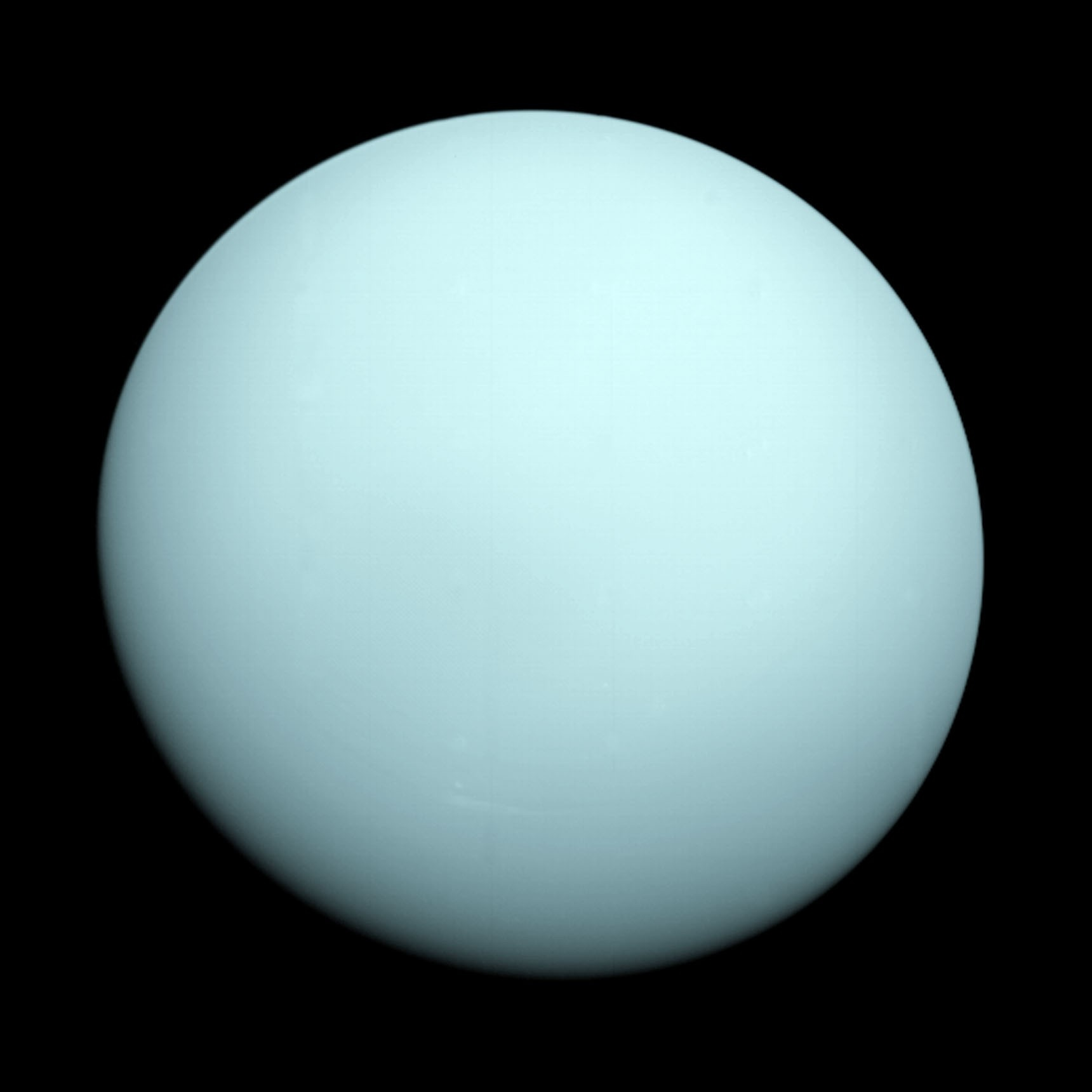
Urano, fotografado pela sonda espacial Voyager 2

A atmosfera de Urano, como aquela dos gigantes gasosos maiores Júpiter e Saturno, é composta primariamente de hidrogênio e hélio. A parte mais profunda da atmosfera é rica em voláteis (apelidados "gelos") tais como água, amônia e metano. O oposto é verdadeiro para a atmosfera superior, que contém poucos gases além do hidrogênio e hélio devido à baixa temperatura. A atmosfera de Urano é a mais fria de todos os planetas, alcançando a temperatura de 49 K.
A atmosfera uraniana pode ser dividida em três camadas: a troposfera entre as altitudes de −300 e 50 km com pressão de 100 a 0,1 bar; a estratosfera, abrangendo altitudes entre 50 e 4 000 km e pressões entre 0,1 e 10−10 bar; e a quente termosfera (ou exosfera) estendendo-se de uma altitude de 4 000 km a até vários raios planetários a partir da superfície nominal de 1 bar de pressão. Ao contrário da atmosfera terrestre, a uraniana não possui mesosfera.
A troposfera abriga quatro camadas de nuvens: nuvens de metano a aproximadamente 1,2 bar, nuvens de sulfeto de hidrogênio ou amônia a 3–10 bar, nuvens de hidrossulfeto de amônio a 20–40 bar, e finalmente nuvens de água abaixo de 50 bar. Apenas as duas camadas superiores foram observadas diretamente enquanto as inferiores são especulativas. Acima das nuvens existem várias tênues camadas de neblina. Nuvens troposféricas brilhantes e distintas são raras em Urano, provavelmente devido à lenta convecção no interior do planeta. Todavia a observação de tais nuvens foi usada para medir as zonas de ventos no planeta, que são consideravelmente rápidas com velocidade de 240 m/s.
Pouco se conhece da atmosfera uraniana até a presente data e apenas uma sonda espacial, a Voyager 2 que passou pelo planeta em 1986, a estudou em detalhes. Nenhuma outra missão ao planeta está agendada até o momento.

## Observação e exploração

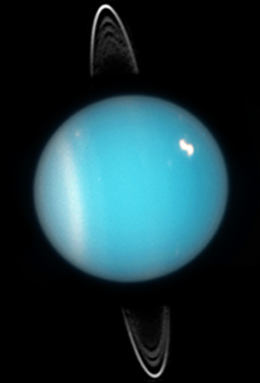
Imagem de Urano obtida pelo Telescópio Espacial Hubble (ACS), em 2005

Apesar de não existir uma superfície sólida bem definida no interior de Urano, a parte mais externa do envelope gasoso do planeta (a região acessível por sensoriamento remoto) é chamada de atmosfera. As técnicas de sensoriamento remoto são eficazes até cerca de 300 km abaixo do nível de pressão 1 bar, com uma pressão correspondente de 100 bar e uma temperatura de 320 K.
A história observacional da atmosfera de Urano é longa e possui uma série de erros e tentativas frustradas. Comparado com os planetas mais internos, Urano tem um brilho relativamente baixo, e seu diâmetro angular é de menos de 4 segundos de arco. Os primeiros espectros de Urano foram observados por um prisma em 1869 e 1871 por Angelo Secchi e William Huggins, que descobriram um número de bandas escuras e largas, as quais eles não conseguiram identificar. Eles também não conseguiram detectar as linhas de Fraunhofer do Sol, o que foi interpretado por Norman Lockyer  como um indicador de que Urano emitia sua própria luz ao invés de refletir a luz solar. Em 1889, contudo, astrônomos identificaram as linhas de Fraunhofer em espectros fotográficos ultravioletas do planeta, provando de forma definitiva que o brilho de Urano é luz refletida. A natureza das bandas escuras e largas no seu espectro visível permaneceu desconhecida até a década de 1930.
O espectro de Urano começou a ser decifrado na década de 1930 por Rupert Wildt e Vesto Slipher, que descobriram que as bandas escuras nos comprimentos de onda de 543, 619, 925, 865 e 890 nm pertenciam ao gás metano. Essas linhas não tinham sido identificadas antes porque são muito fracas e precisam de um longo trajeto para serem detectadas. Isso significava que a atmosfera de Urano era transparente até uma profundidade muito maior comparada com a dos outros planetas gigantes. Em 1950, Gerard Kuiper notou outra linha escura e difusa no espectro de Urano a 827 nm, a qual ele não conseguiu identificar. Em 1952 Gerhard Herzberg, futuro ganhador do Prêmio Nobel, mostrou que essa banda era causada por uma fraca absorção de hidrogênio molecular, tornando-se então o segundo composto detectado na atmosfera de Urano. Até 1986 apenas dois gases, metano e hidrogênio, eram conhecidas na atmosfera uraniana. Observações espectroscópicas no infravermelho distante começando em 1967 mostraram consistentemente que a atmosfera de Urano estava aproximadamente em equilíbrio termal com a radiação solar incidente (em outras palavras, ela irradiava todo o calor que recebia do Sol), e nenhuma fonte interna de calor era necessária para explicar as temperaturas observadas. Nenhuma formação atmosférica distinta havia sido observada em Urano antes da visita da sonda Voyager 2 em 1986.
Em janeiro de 1986, a Voyager 2 sobrevoou Urano a uma distância mínima de 107 100 km, fornecendo as primeiras imagens e espectros de perto da atmosfera do planeta. As observações da sonda confirmaram que a atmosfera é composta principalmente de hidrogênio e hélio com cerca de 2% de metano. A atmosfera apareceu bastante transparente e sem nuvens estratosféricas e troposféricas espessas. Apenas um pequeno número de nuvens discretas foi observado.
Nas décadas de 1990 e 2000, observações pelo Telescópio Espacial Hubble e telescópios terrestres com sistemas de óptica adaptativa (como o Telescópio Keck e o NASA IRTF) tornaram possível pela primeira vez a observação da Terra de formações de nuvens em Urano. O monitoramento das nuvens permitiu novas medições da velocidade dos vento de Urano, conhecida antes apenas por observações da Voyager 2, e o estudo da dinâmica da atmosfera do planeta.

## Composição
A composição da atmosfera de Urano, principalmente hidrogênio molecular e hélio, é diferente da composição do planeta como um todo. A fração molar de hélio (a porcentagem de todos os átomos que são de hélio) foi determinada a partir de análises das observações no infravermelho distante e de sensoriamente remoto pela Voyager 2. O valor atualmente aceito é 0,152 ± 0,033 na troposfera superior, o que corresponde a uma fração de massa de 0,262 ± 0,048. Esse valor é muito próximo da fração de massa de hélio no Sol protoestelar, de 0,2741 ± 0,0120, indicando que o hélio não gravitou para o centro do planeta como fez nos gigantes gasosos.
O terceiro mais abundante constituinte da atmosfera de Urano é metano (CH4), cuja presença é conhecida há muito tempo como resultado de observações espectroscópicas na Terra. Metano possui proeminentes linhas de absorção no visível e infravermelho próximo, o que dá a Urano uma coloração ciana. Abaixo do topo das nuvens de metano a 1,3 bar as moléculas de metano correspondem a 2,3% da atmosfera por fração molar; cerca de 10 a 30 vezes o valor do Sol. Essa taxa é muito menor na atmosfera superior devido às temperaturas muito baixas da tropopausa, o que diminuiu o nível de saturação e causa o congelamento do metano excedente. O metano parece estar em condições de insaturação na troposfera superior, tendo nesse nível uma pressão parcial de apenas 30% da pressão de vapor saturado. A concentração de compostos menos voláteis como amônia, água e sulfeto de hidrogênio na atmosfera profunda é pouco conhecida. No entanto, assim como acontece com metano, suas abundâncias são provavelmente maiores que os valores solares por um fator de pelo menos 20 a 30, e possivelmente por um fator de mais de 100.
O conhecimento da composição isotópica da atmosfera de Urano é muito limitado. Atualmente a única taxa de abundância isotópica conhecida é a de deutério para hidrogênio leve: 5,5+3,5
−1,5×10−5, medida pelo Infrared Space Observatory na década de 1990. Esse valor parece ser maior que o protossolar de 2,25 ± 0,35 ×10−5 medido em Júpiter. O deutério é encontrado quase exclusivamente formando moléculas diatômicas com átomos de hidrogênio normais.
Espectroscopia infravermelha, incluindo medições com o Telescópio Espacial Spitzer, e observações de ocultação ultravioleta, acharam traços de hidrocarbonetos complexos na estratosfera de Urano, que se acredita serem produzidos a partir do metano por fotólise induzida por radiação ultravioleta do Sol. Eles incluem etano (C2H6), acetileno (C2H2), metilacetileno (CH3C2H) e diacetileno (C2HC2H). Espectroscopia infravermelha também descobriu traços de vapor de água, monóxido de carbono e dióxido de carbono na estratosfera, que provavelmente se originam de uma fonte externa como poeira e cometas caindo no planeta.

## Estrutura

Perfil de temperatura na troposfera e estratosfera inferior de Urano. Camadas de nuvens e neblina também estão indicadas.

A atmosfera de Urano pode ser dividida em três camadas principais: a troposfera, entre altitudes de −300 e 50 km e pressões de 100 a 0,1 bar; a estratosfera, abrangendo altitudes de 50 a 4 000 km e pressões entre 0,1 e 10−10 bar; e a termosfera/exosfera que se estende de 4 000 km a até alguns raios planetários da superfície. Não existe uma mesosfera.

### Troposfera
A troposfera é a mais baixa e densa parte da atmosfera de Urano e é caracterizada por uma diminuição da temperatura com a altitude. A temperatura cai de cerca de 320 K na base na troposfera a −300 km para em média 53 K a uma altitude de 50 km. A temperatura no limite superior da troposfera (a tropopausa) varia entre 49 e 57 K dependendo da latitude no planeta, com a menor temperatura atingida perto da latitude 25° sul. A troposfera contém quase toda a massa da atmosfera, e a região da tropopausa é também responsável pela grande maioria da emissão termal do planeta, no infravermelho distante, assim determinando sua temperatura efetiva de 59,1 ± 0,3 K.
Acredita-se que a troposfera possui uma estrutura de nuvens complexa; nuvens de água devem existir na faixa de pressão de 50 a 300 bar, nuvens de hidrossulfeto de amônio entre 20 e 40 bar, nuvens de amônia ou sulfeto de hidrogênio na faixa de 3 a 10 bar, e no topo nuvens finas de metano de 1 a 2 bar. Apesar da Voyager 2 ter detectado diretamente nuvens de metano, as outras camadas permanecem apenas previsões teóricas. Para a existência de uma camada de nuvens de sulfeto de hidrogênio, a razão entre as abundâncias de enxofre e nitrogênio na troposfera (razão S/N) deve ser significativamente maior que seu valor solar de 0,16. Se esse não for o caso, todo sulfeto de hidrogênio iria reagir com amônia, produzindo hidrossulfeto de amônio, e as nuvens na faixa de 3-10 bar seriam de amônia. Uma elevada razão S/N, conforme as observações parecem indicar, implica escassez de amônia na faixa de pressão 20–40 bar, onde as nuvens de hidrossulfeto de amônio estão presentes. Além da reação de produção de hidrossulfeto de amônio, espera-se que uma fração significativa de amônia seja perdida por dissolução nas nuvens de água ou no oceano iônico de água-amônia presente no manto.
A altitude exata das duas camadas superiores de nuvens tem sido motivo de controvérsia. As observações de rádio pela Voyager 2 detectaram diretamente as nuvens de metano no nível de 1,2–1,3 bar. Esse resultado foi mais tarde confirmado por uma análise de imagens da Voyager 2. O topo da camada de nuvens de amônia ou sulfeto de hidrogênio foi determinado em 3 bar com base em dados espectroscópicos no visível e infravermelho próximo (0,5–1 µm). No entanto, uma análise recente de dados espectroscópicos na faixa de 1–2,3 µm colocou o topo das nuvens de metano a 2 bar, e o topo das nuvens de baixo a 6 bar. Com novos dados da absorção de metano na atmosfera de Urano, um novo estudo estimou a posição das nuvens para 1,6 e 3 bar, respectivamente. A profundidade óptica das duas camadas superiores de nuvens varia com a latitude: ambas são mais finas nos polos do que no equador, apesar de que em 2007 a profundidade óptica da camada de nuvens de metano tinha um máximo local em 45°S, onde o colar do polo sul está localizado.
A troposfera é muito dinâmica, exibindo fortes ventos zonais, brilhantes nuvens de metano, manchas escuras e variações sazonais.

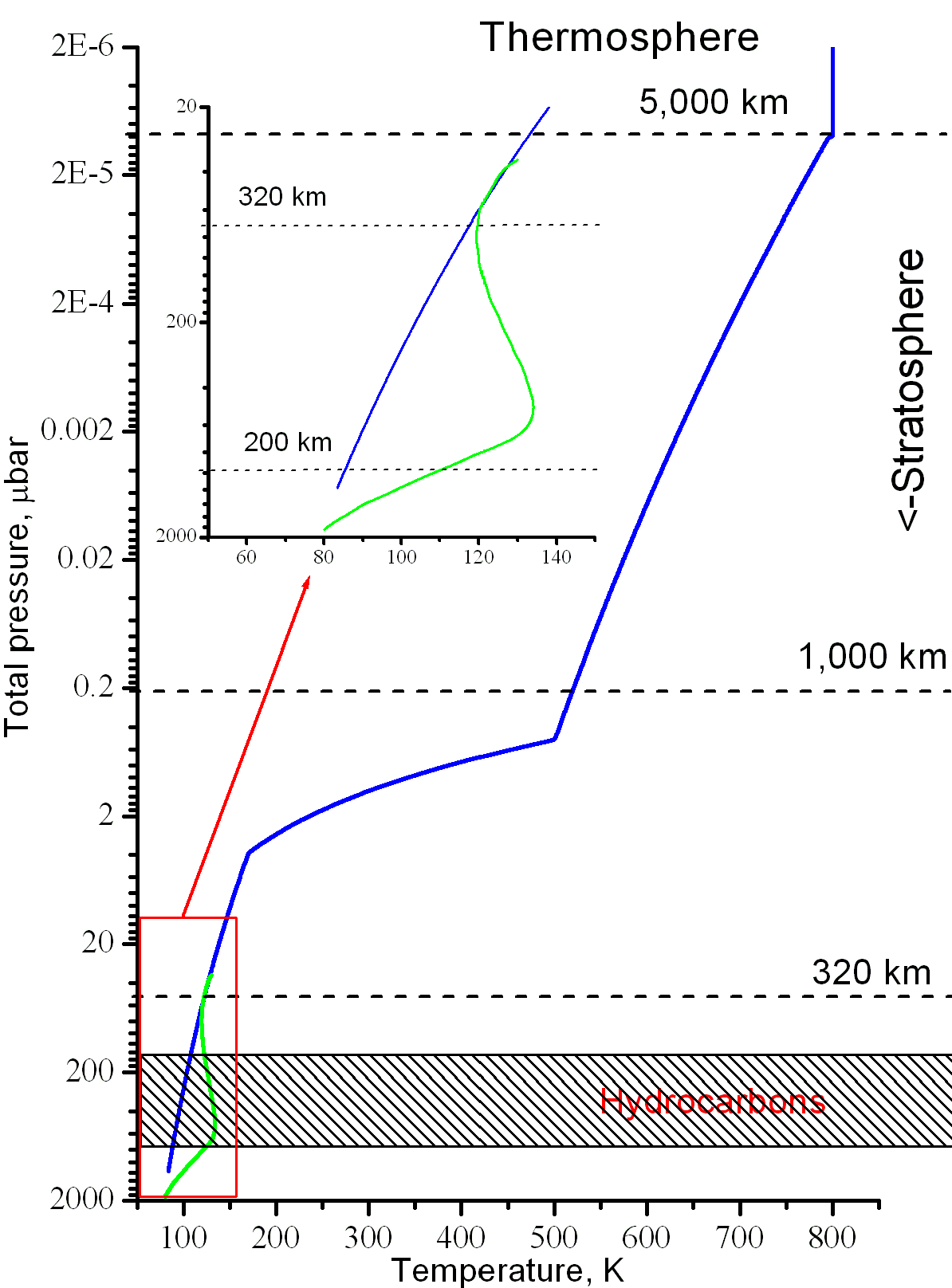
Perfil de temperatura na estratosfera e termosfera de Urano. A área sombreada indica onde os hidrocarbonetos estão presentes.

### Estratosfera
A estratosfera é a camada intermediária da atmosfera de Urano, em que a temperatura tende a aumentar junto com a altitude, de 53 K na tropopausa para até 800-850 K na base da termosfera. O aquecimento da estratosfera é causado pela condução para baixo de calor da termosfera, assim como por absorção da radiação ultravioleta e infravermelha do Sol por metano e hidrocarbonetos complexos formados pela fotólise do metano. O metano entra na estratosfera pela fria tropopausa, onde sua concentração em relação ao hidrogênio molecular é de 3×10–5, três vez abaixo do limite de saturação. Esse valor diminui ainda mais para 10−7 na altitude correspondente à pressão de 0,1 mbar.
Hidrocarbonetos mais pesados que metano estão presentes em uma faixa de altitude relativamente estreita entre 160 e 320 km, correspondendo à faixa de pressão de 10 a 0,1 mbar e a temperaturas de 100 a 130 K. Depois do metano, os hidrocarbonetos mais abundantes na estratosfera são acetileno e etano, com concentrações na ordem de 10−7. Hidrocarbonetos mais pesados como metilacetileno e diacetileno também estão presentes mas com abundâncias de cerca de 10−10—menores por três ordens de magnitude. A concentração de hidrocarbonetos e temperatura na estratosfera variam com tempo e latitude. Hidrocarbonetos complexos são responsáveis por esfriar a estratosfera, especialmente acetileno, tendo uma forte linha de emissão no comprimento de onda de 13,7 µm.
Além de hidrocarbonetos, a estratosfera contém monóxido de carbono e traços de vapor de água e dióxido de carbono. A concentração de monóxido de carbono, 3×10−8, é muito similar à de hidrocarbonetos, enquanto dióxido de carbono e água estão presentes em concentrações de cerca de 10−11 e 8×10−9, respectivamente. Esses três compostos estão distribuídos na estratosfera de forma relativamente homogênea, ao contrário dos hidrocarbonetos que estão confinados a uma estreita camada.
Etano, acetileno e diacetileno condensam na parte mais fria e inferior da estratosfera, formando camadas de névoa. A condensação ocorre nos níveis de pressão de 14, 2,5 e 0,1 mbar para etano, acetileno e diacetileno, respectivamente. A concentração de hidrocarbonetos na estratosfera de Urano é significativamente menor do que na estratosfera de outros planetas gigantes—a atmosfera superior de Urano é bastante limpa e transparente acima das camadas de névoa. Isso é causado por um baixo nível de mistura na direção vertical, tornando a estratosfera do planeta menos opaca e, como resultado, mais fria do que a dos outros planetas gigantes. A névoa, assim como os hidrocarbonetos que dão origem a ela, está distribuída de forma desigual; no solstício de 1986, quando a Voyager 2 passou pelo planeta, a névoa estava concentrada perto do polo iluminado, tornando-o escuro na luz ultravioleta.

### Termosfera e ionosfera
A camada mais externa da atmosfera de Urano, se estendendo por milhares de quilômetros, é a termosfera, que tem uma temperatura uniforme de cerca de 800 a 850 K. Essa temperatura é considerada alta, sendo muito maior, por exemplo, que a de 420 K observada na termosfera de Saturno. As fontes de calor necessárias para manter essa alta temperatura não são compreendidas, já que nem radiação ultravioleta de alta energia do Sol nem atividade auroral são uma fonte de energia suficiente. A baixa eficiência de mecanismos de esfriamento devido à falta de hidrocarbonetos na estratosfera pode contribuir para esse fenômeno. Além de hidrogênio molecular, a termosfera contém uma grande proporção de átomos de hidrogênio livres, enquanto hélio provavelmente está ausente nesta camada, porque ele é difundido em altitudes inferiores.
A termosfera e a parte superior da estratosfera contêm uma grande quantidade de íons e elétrons, formando a ionosfera de Urano. Observações de rádio pela sonda Voyager 2 mostraram que a ionosfera está situada entre 1 000 e 10 000 km de altitude e pode incluir diversas camadas estreitas e densas entre 1 000 e 3 500 km. A densidade média de elétrons na ionosfera de Urano é de 104 cm−3, e alcança valores de até 105 cm−3 nas camadas finas na estratosfera. A ionosfera é mantida principalmente por radiação ultravioleta do Sol e sua densidade depende do nível de atividade solar. A atividade auroral em Urano não é tão intensa como em Júpiter e Saturno e contribui muito pouco para a ionização. A alta densidade de elétrons pode em parte ser causada pela baixa concentração de hidrocarbonetos na estratosfera.
Uma das fontes de informação sobre a ionosfera e termosfera vem de medições por telescópios terrestres da intensa emissão no infravermelho médio (3–4 μm) do cátion trihidrogênio (H3+). A potência total emitida é de 1–2×1011 W—uma ordem de magnitude maior que as emissões infravermelhas em quadrupolo do hidrogênio. Os cátions trihidrogênio funcionam como um dos principais resfriadores da ionosfera.
A atmosfera superior de Urano é a fonte da emissão no ultravioleta distante (90–140 nm) conhecida como dayglow ou electroglow, que, assim como a radiação infravermelha de H3+, é emitida apenas na parte do planeta iluminada pelo Sol. Esse fenômeno, que ocorre na termosfera de todos os planetas gigantes e cuja causa não era conhecida por um tempo após sua descoberta, é interpretado como fluorescência ultravioleta de hidrogênio atômico e molecular excitado por radiação solar ou por fotoelétrons.

#### Exosfera
A parte superior da termosfera, em que o percurso livre médio das moléculas excede a altura de escala, é chamada de exosfera. O limite inferior da exosfera de Urano, a exobase, está localizada a uma altitude de cerca de 6 500 km, ou um quarto do raio do planeta, acima da superfície. A exosfera de Urano é anormalmente extensa, alcançando distâncias de vários raios uranianos do planeta. Ela é composta principalmente de átomos de hidrogênio e é frequentemente chamada como a corona de hidrogênio de Urano. A alta temperatura e pressão na base da termosfera explicam em parte por que a atmosfera de Urano é tão estendida. A densidade de hidrogênio atômico na exosfera diminui lentamente com a distância ao planeta, permanecendo um valor alto de algumas centenas de átomos por centímetro cúbico a uma altitude de alguns raios uranianos. Os efeitos dessa grande exosfera incluem um arrasto em pequenas partículas orbitando o planeta, causando de forma geral uma escassez de poeira nos anéis de Urano. A poeira então cai e contamina a atmosfera superior do planeta.

## Dinâmica

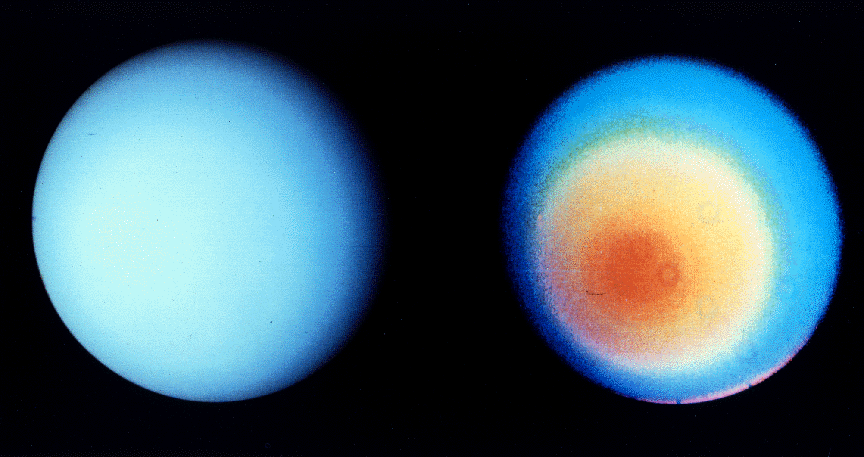
O hemisfério sul de Urano em luz visível (esquerda) e em comprimentos de onda maiores (direita), mostrando as faixas de nuvens fracas e a capa atmosférica, em observações da Voyager 2

Urano tem uma aparência relativamente branda, sem as bandas largas e coloridas vistas em Júpiter e Saturno. Nenhuma formação distinta foi observada na atmosfera de Urano antes de 1986. As estruturas mais notáveis observadas pela Voyager 2 foram uma região escura de baixa latitude entre −40° e −20° e uma brilhante capa polar. O limite norte da capa estava localizado a uma latitude próxima de −45°. A banda latitudinal mais brilhante era vista próxima da borda da capa, entre −50° e −45°, e foi chamada de colar polar. A capa polar sul, que existia na época do solstício em 1986, desapareceu na década de 1990. Depois do equinócio de 2007, o colar polar sul começou a desaparecer também, enquanto um colar polar norte localizado na latitude de 45-50° apareceu.
A atmosfera de Urano é calma comparada com a dos outros planetas gigantes. Desde 1986, foram observados apenas um número limitado de pequenas nuvens brilhantes em latitudes intermediárias em ambos os hemisférios e uma grande mancha negra. Uma dessas nuvens brilhantes, localizada a uma latitude de −34° e denominada Berg, provavelmente existiu continuamente desde pelo menos 1986. A atmosfera de Urano possui ventos zonais (na direção das linhas de latitude) bastante fortes soprando no sentido retrógrado (contrário à rotação) perto do equador, mas alterando para prógrados a partir da latitude ±20°. A velocidade do vento é de −50 a −100 m/s no equador e aumenta para até 240 m/s perto da latitude 50°. O perfil dos ventos medido antes do equinócio de 2007 era levemente assimétrico, com ventos mais fortes no hemisfério sul, mas isso foi um efeito sazonal pois esse hemisfério estava iluminado pelo Sol.
Urano exibe considerável variação sazonal ao longo de sua órbita de 84 anos. O planeta é de forma geral mais brilhante nos solstícios e menos nos equinócios. As variações são em grande parte causadas por mudanças na geometria de visualização: uma região polar brilhante vem à vista nos solstícios, enquanto o equador escuro é visível nos equinócios. Existe ainda algumas variações intrínsecas na refletividade da atmosfera, periodicamente mudando o brilho conforme as capas e colares polares aparecem e desaparecem.

## Citações
1. 1 2 3 4  Lunine 1993, pp. 219–222.
2. 1 2 3  de Pater Romani et al. 1991, p. 231, Fig. 13.
3. 1 2 3 4 5 6 7  Fegley Gautier et al. 1991, pp. 151–154.
4. ↑  Lockyer 1889.
5. ↑  Huggins 1889.
6. 1 2  Adel & Slipher 1934.
7. ↑  Kuiper 1949.
8. ↑  Herzberg 1952.
9. ↑  Pearl Conrath et al. 1990, pp. 12–13, Tabela I.
10. 1 2  Smith 1984, pp. 213–214.
11. ↑  Stone 1987, p. 14874, Tabela 3.
12. ↑  Fegley Gautier et al. 1991, pp. 155–158, 168–169.
13. ↑  Smith Soderblom et al. 1986, pp. 43–49.
14. 1 2 3  Sromovsky & Fry 2005, pp. 459–460.
15. ↑  Sromovsky & Fry 2005, p. 469, Fig.5.
16. 1 2 3 4 5 6 7  Lunine 1993, pp. 222–230.
17. 1 2 3  Tyler Sweetnam et al. 1986, pp. 80–81.
18. ↑  Conrath Gautier et al. 1987, p. 15007, Tabela 1.
19. ↑  Lodders 2003, pp. 1228–1230.
20. ↑  Conrath Gautier et al. 1987, pp. 15008–15009.
21. 1 2 3 4  Lunine 1993, pp. 235–240.
22. 1 2 3 4  Lindal Lyons et al. 1987, pp. 14987, 14994–14996.
23. 1 2 3 4  Bishop Atreya et al. 1990, pp. 457–462.
24. 1 2 3  Atreya & Wong 2005, pp. 130–131.
25. 1 2 3  de Pater Romani et al. 1989, pp. 310–311.
26. ↑  Encrenaz 2005, pp. 107–110.
27. ↑  Encrenaz 2003, pp. 98–100, Tabela 2 na p. 96.
28. ↑  Feuchtgruber Lellouch et al. 1999.
29. ↑  Burgdorf Orton et al. 2006, pp. 634–635.
30. 1 2  Bishop Atreya et al. 1990, p. 448.
31. 1 2 3  Summers & Strobel 1989, pp. 496–497.
32. ↑  Encrenaz 2003, p. 93.
33. 1 2 3 4 5 6  Burgdorf Orton et al. 2006, p. 636.
34. ↑  Encrenaz 2003, p. 92.
35. 1 2 3  Encrenaz Lellouch et al. 2004, p. L8.
36. ↑  Herbert Sandel et al. 1987, p. 15097, Fig. 4.
37. ↑  Lunine 1993, pp. 240–245.
38. 1 2  Hanel Conrath et al. 1986, p. 73.
39. ↑  Pearl Conrath et al. 1990, p. 26, Tabela IX.
40. ↑  Sromovsky Irwin et al. 2006, pp. 591–592.
41. ↑  Sromovsky Irwin et al. 2006, pp. 592–593.
42. ↑  Fry & Sromovsky 2009.
43. ↑  Irwin Teanby et al. 2010, p. 913.
44. ↑  Irwin Teanby et al. 2007, pp. L72–L73.
45. ↑  Sromovsky & Fry 2005, p. 483.
46. 1 2  Hammel Sromovsky et al. 2009, p. 257.
47. 1 2  Hammel & Lockwood 2007, pp. 291–293.
48. 1 2 3  Herbert Sandel et al. 1987, pp. 15101–15102.
49. 1 2 3 4  Lunine 1993, pp. 230–234.
50. ↑  Young 2001, pp. 241–242.
51. 1 2  Summers & Strobel 1989, pp. 497, 502, Fig. 5a.
52. 1 2 3 4 5  Herbert & Sandel 1999, pp. 1123–1124.
53. ↑  Herbert & Sandel 1999, pp. 1130–1131.
54. ↑  Young 2001, pp. 239–240, Fig. 5.
55. ↑  Encrenaz 2005, p. 111, Tabela IV.
56. ↑  Pollack Rages et al. 1987, p. 15037.
57. ↑  Lunine 1993, p. 229, Fig. 3.
58. ↑  Bishop Atreya et al. 1990, pp. 462–463.
59. 1 2 3  Smith Soderblom et al. 1986, pp. 43–46.
60. 1 2  Herbert & Sandel 1999, pp. 1122–1123.
61. ↑  Miller Aylward et al. 2005, p. 322, Tabela I.
62. ↑  Herbert Sandel et al. 1987, pp. 15107–15108.
63. 1 2  Tyler Sweetnam et al. 1986, p. 81.
64. 1 2  Lindal Lyons et al. 1987, p. 14992, Fig. 7.
65. 1 2 3  Trafton Miller et al. 1999, pp. 1076–1078.
66. ↑  Encrenaz Drossart et al. 2003, pp. 1015–1016.
67. 1 2  Herbert & Sandel 1999, pp. 1133–1135.
68. ↑  Lam Miller et al. 1997, pp. L75–76.
69. 1 2  Trafton Miller et al. 1999, pp. 1073–1076.
70. ↑  Miller Achilleos et al. 2000, pp. 2496–2497.
71. ↑  Herbert & Sandel 1999, pp. 1127–1128, 1130–1131.
72. 1 2  Herbert & Hall 1996, p. 10877.
73. ↑  Herbert & Hall 1996, p. 10879, Fig. 2.
74. 1 2  Herbert & Sandel 1999, p. 1124.
75. 1 2  Herbert Sandel et al. 1987, pp. 15102–15104.
76. ↑  Herbert & Hall 1996, pp. 10880–10882.
77. ↑  Herbert & Hall 1996, pp. 10879–10880.
78. ↑  Rages Hammel et al. 2004, p. 548.
79. 1 2 3  Sromovsky & Fry 2005, pp. 470–472, 483, Tabela 7, Fig. 6.
80. ↑  Sromovsky Fry et al. 2009, p. 265.
81. ↑  Sromovsky & Fry 2005, pp. 474–482.
82. ↑  Smith Soderblom et al. 1986, pp. 47–49.
83. 1 2  Hammel & Lockwood 2007, pp. 293–296.